# Henry C. Turner Prize for Innovation in Construction Technology
Le Henry C. Turner Prize for Innovation in Construction Technology est un prix d'architecture décerné chaque année par le National Building Museum pour reconnaître les innovations dans le domaine des méthodes, procédés et techniques de construction.
Créé en 2002 par une dotation établie par la Turner Construction (en) et nommé d'après le fondateur de l'entreprise, le prix comporte une bourse de 25 000 dollars.

## Récipiendaires
| Année | Récipiendaire                                               |
| ----- | ----------------------------------------------------------- |
| 2014  | École d'ingénierie de Penn State                            |
| 2011  | Caterpillar                                                 |
| 2010  | Engineers Without Borders – USA (en)                        |
| 2008  | Charles H. Thornton, cofondateur de Thornton Tomasetti (en) |
| 2007  | Gehry Partners and Gehry Technologies (voir Frank Gehry)    |
| 2007  | Dr. Paul Teicholz                                           |
| 2005  | U.S. Green Building Council (en)                            |
| 2004  | Charles A. DeBenedittis de Tishman Speyer Properties        |
| 2003  | Ieoh Ming Pei                                               |
| 2002  | Leslie E. Robertson (en)                                    |